# Santuario della Beata Maria Vergine del Feles
Il santuario della Beata Maria Vergine del Feles è una chiesa sussidiaria di Bosentino, frazione di Altopiano della Vigolana in Trentino. Rientra nella parrocchia del Patrocinio di San Giuseppe quindi appartiene alla zona pastorale di Trento dell'omonima arcidiocesi e risale al XV secolo.

## Storia

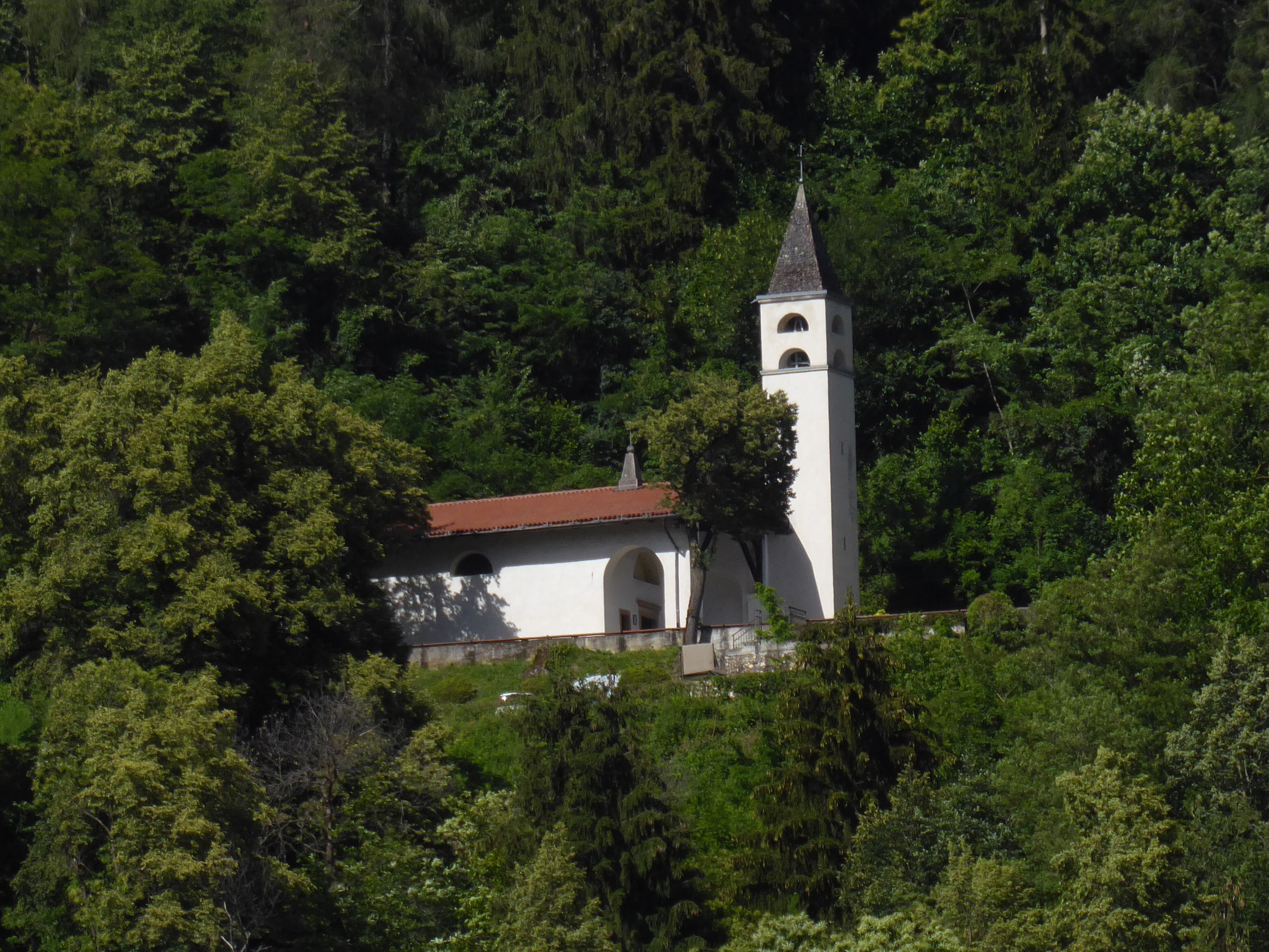
Santuario della Madonna del Feles visto a sinistra, dal basso

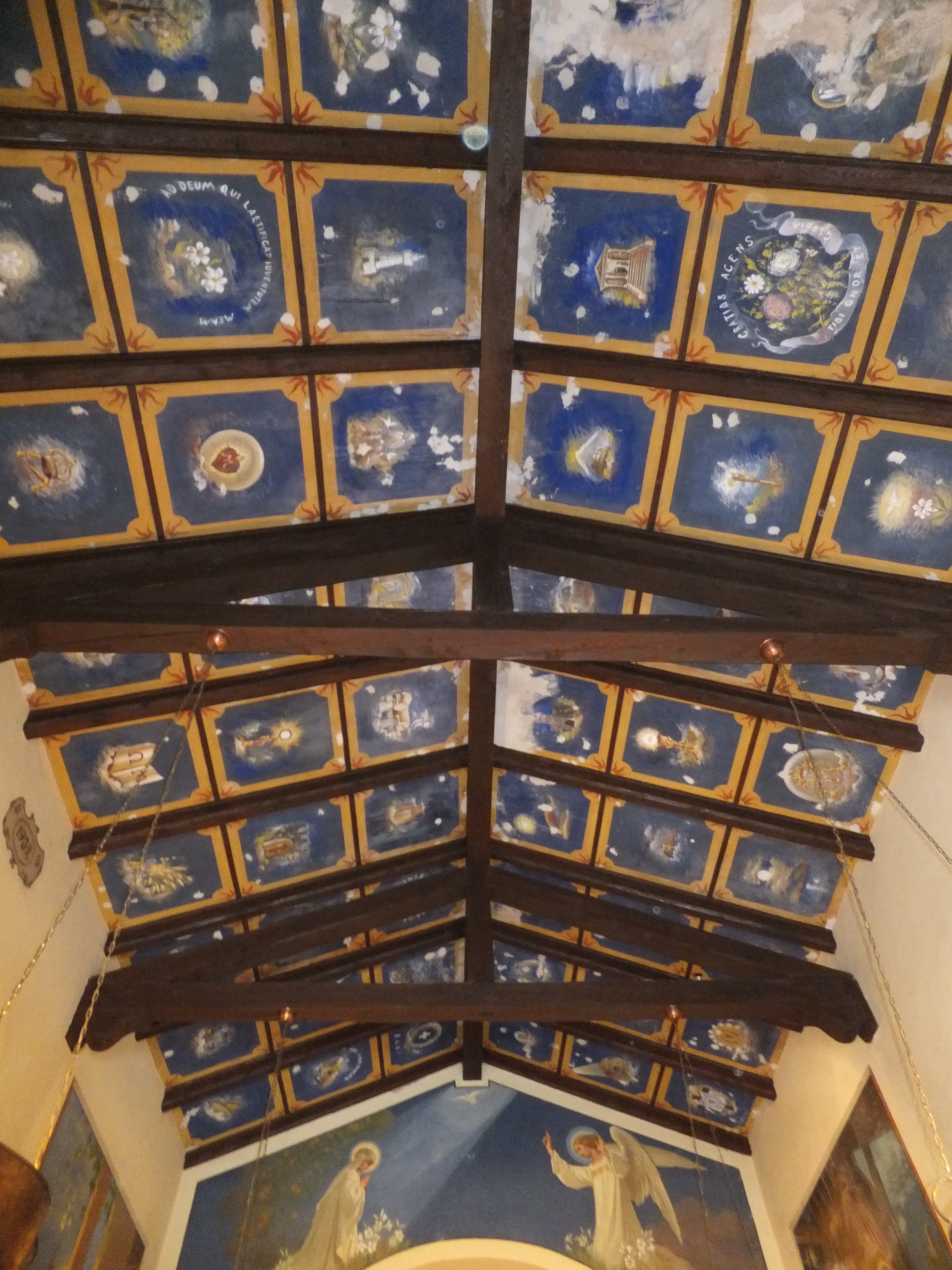
Soffitto della navata

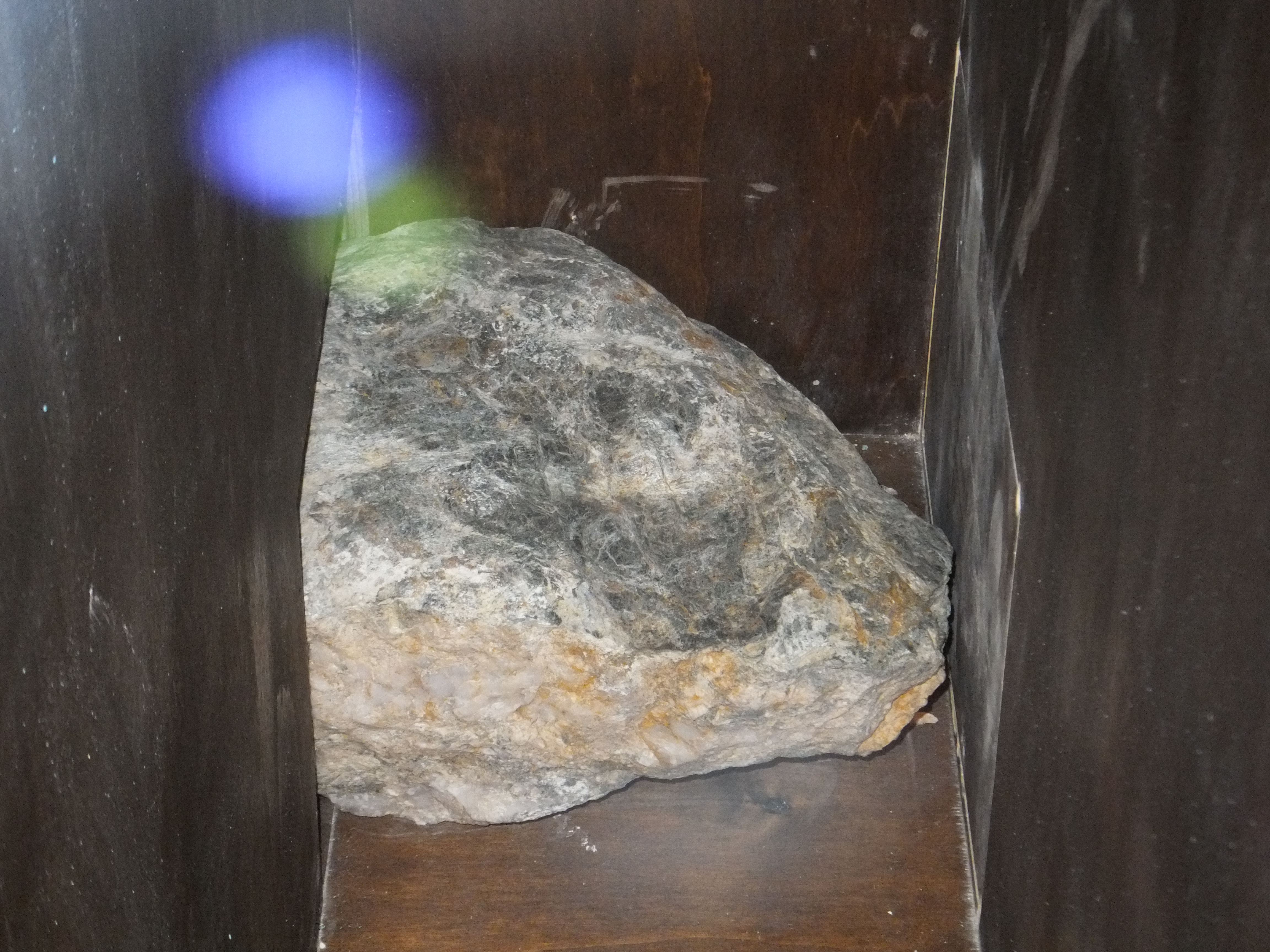
Pietra con un segno a forma di mano che, secondo tradizione, è stato lasciato dalla Madonna

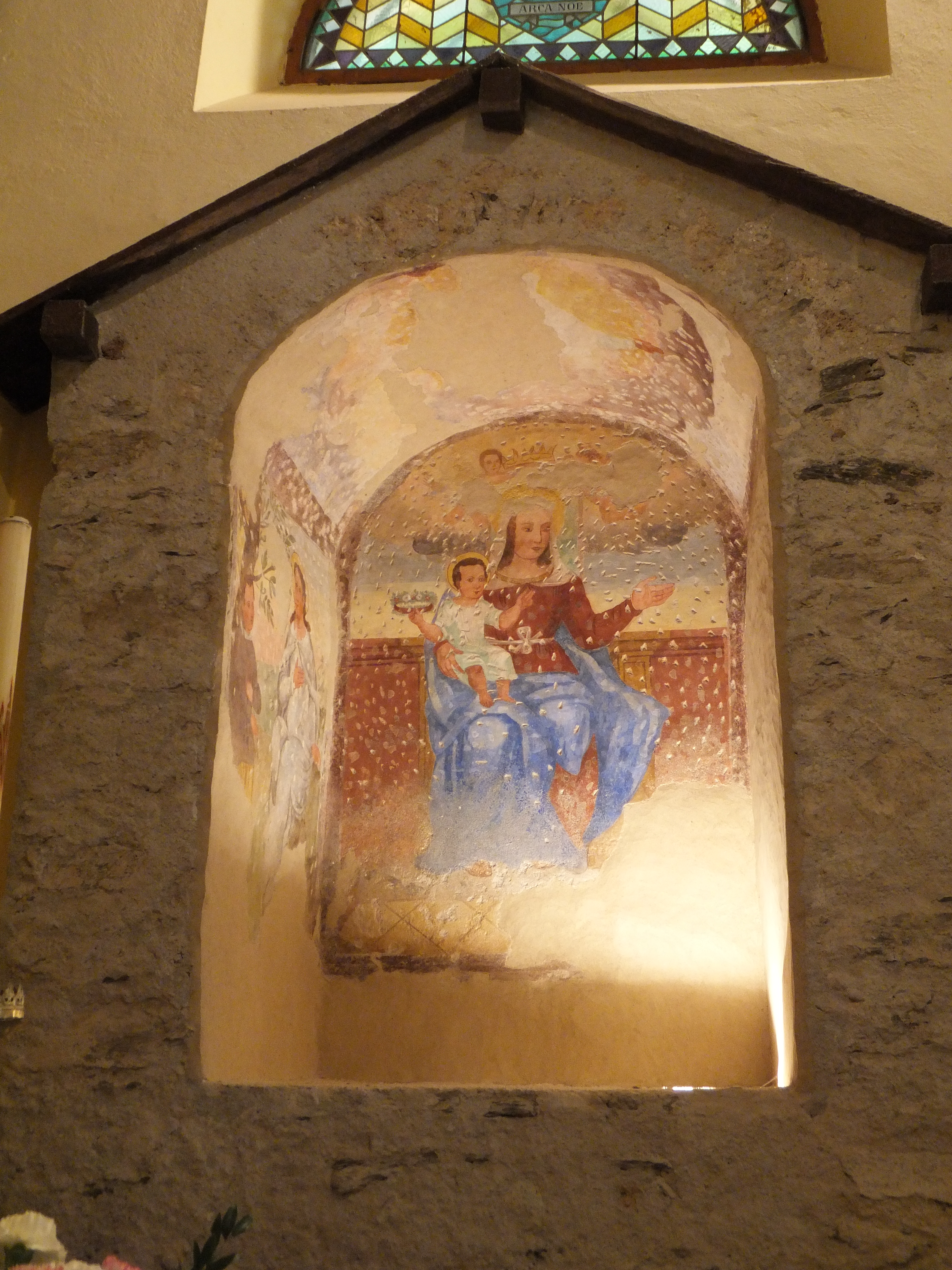
Antica edicola storica e oggetto di devozione mariana conservata nella sala

A Bosentino era presente una piccola edicola con l'immagine affrescata raffigurante Maria Vergine forse sin dal XV secolo. Poiché tuttavia sembrerebbe aver avuto la funzione di ricordare un evento miracoloso, l'apparizione di Maria ad un piccolo pastore di nome Janesel, avvenuta solo nel 1620, è possibile che tale piccola costruzione sacra fosse di epoca posteriore, quindi del XVII secolo. Tale edicola sarebbe poi stata protetta da una piccola capanna in legno.
Attorno al 1720 Antonio Polcenigo, vescovo di Feltre, dopo averla vista, diede disposizioni affinché venisse ampliata. 
I lavori necessari durarono sino al 1742, anno nel quale la nuova chiesa venne benedetta.
Circa quaranta anni dopo vennero apportate migliorie alle finestre, all'inizio del XIX secolo venne rifatta la copertura e successivamente tutto l'edificio fu sottoposto a ristrutturazione completa, rivedendo tutte le opere sino a quel momento eseguite. Venne restaurato di nuovo il tetto, furono imbiancate le pareti e sistemati gli esterni.
Durante il primo dopoguerra gli architetti Pietro Marzani e Giovanni Tiella progettarono la costruzione del campanile e modificarono la facciata e gli spazi di presbiterio e sacrestia. Duilio Corompai dipinse sia la facciata sia parti dell'interno. 
Negli ultimi anni del XX secolo una nuova ristrutturazione generale curò le infiltrazioni di umidità, rifece le coperture, i pavimenti e gli intonaci. In questa occasione vi fu il ritrovamento con il conseguente restauro degli affreschi della primitiva edicola.
All'inizio del nuovo millennio venne ritinteggiato l'esterno.

## Descrizione

### Esterni
Il santuario mariano si trova alle pendici del Boschet sulla via storica che unisce Vigolo Vattaro e  Bosentino e mostra orientamento a nord ovest. Presenta la facciata a capanna con portale architravato affiancato da due finestre rettangolari e sovrastato, in asse, da una finestra a lunetta cieca. Un ampio portico protegge l'ingresso alla chiesa e sulla sua destra si alza la torre campanaria in posizione avanzata e di struttura solida, su base quadrangolare. La cella campanaria si apre con quattro doppie lunette sovrapposte.

### Interni
La navata interna è unica con dipinti murali che ne arricchiscono le pareti. Il presbiterio è leggermente rialzato. L'edicola originale storica in pietra con affreschi risalenti al XVI e al XVII secolo si trova conservata a destra dell'area presbiteriale ed è oggetto di devozione.